# Chloe Covell
Chloe Covell (* 9. Februar 2010 in Caringbah) ist eine australische Skateboarderin. Sie steht derzeit (Juli 2025) auf Platz 5 der Weltrangliste. Als Teilnehmerin an den Olympischen Sommerspielen 2024 konnte sie sich in der Disziplin Street der Frauenwettbewerbe für das Finale qualifizieren.

## Leben und Karriere
Chloe Covell wurde in Caringbah, nähe Sydney geboren und wuchs in Tweed Heads, New South Wales auf. Covell ist Tochter von Julie und Luke Covell, einem professionellen Rugby-Spieler, der in der Rugby League für die Wests Tigers und Cronulla Sharks spielte.
Chloe Covell begann mit sechs Jahren Skateboard zu fahren und war im Juli 2023 bei den X-Games in Kalifornien die jüngste Goldmedaillen-Gewinnerin. Ein Jahr zuvor, 2022 in Chiba, holte sie bereits die Silbermedaille. In den Folgejahren holte sie bis 2025 ebenfalls die Goldmedaillen im Street, 2025 zusätzlich noch in der „Disziplin Street Best Tric“.
2022 wurde Covell bei den Skateboard-Weltmeisterschaften mit 253,51 Punkten im Street Vize-Weltmeisterin.